# Semiothisa nobilitata
Semiothisa nobilitata là một loài bướm đêm trong họ Geometridae.